# Eunápolis
Eunápolis es un municipio del estado brasileño de Bahía, que contaba con 100.196 habitantes en 2010.